# يوجي أونو
يوجي أونو (باليابانية: 小野 裕二) (22 ديسمبر 1992 في يوكوسوكا في اليابان – )؛ هو لاعب كرة قدم ياباني سابق كان يلعب كمهاجم.

## وصلات خارجية
- يوجي أونو على موقع رابطة كرة القدم اليابانية للمحترفين (اليابانية)
- يوجي أونو على موقع إي إس بي إن إف سي (الإنجليزية)
- يوجي أونو على موقع قاعدة بيانات كرة القدم.إي يو (الإنجليزية)
- يوجي أونو على موقع Soccerbase.com (لاعب) (الإنجليزية)
- يوجي أونو على موقع Soccerway.com (الإنجليزية)
- يوجي أونو على موقع عالم كرة القدم.نت (الإنجليزية)
- يوجي أونو على موقع AS.com (الإسبانية)